# 保罗·斯马特
保罗·赫尔伯特·斯马特（英語：Paul Hurlburt Smart，1892年1月13日—1979年6月22日），美国男子帆船运动员。他曾代表美国参加1948年夏季奥林匹克运动会帆船比赛，获得一枚金牌。

## 家庭
儿子希拉里·斯马特。